# Dreilappige Papau
Die Dreilappige Papau, mit wissenschaftlicher Bezeichnung Asimina triloba (L) Dunal, wird auch Indianerbanane oder Pawpaw genannt. Sie ist eine in Nordamerika heimische Pflanzenart aus der Gattung der Papau (Asimina) in der Familie der Annonengewächse (Annonaceae). Die Bezeichnung „Pawpaw“ kommt von Papaya (Carica papaya) und rührt von der Ähnlichkeit der Früchte her. Dieser Umstand führt immer wieder zu Verwirrungen, da in einigen Englisch sprechenden Ländern die Papaya ebenfalls Pawpaw genannt wird. „Indianerbanane“ wird sie unter anderem deshalb genannt, weil die Ureinwohner Nordamerikas, die Indianer, sie bereits kultivierten. Die Früchte sind essbar, sie gelten aber auch in ihrem Heimatland noch immer eher als Wildobst oder rare fruit.

## Systematik
Die Dreilappige Papau ist eine von neun Arten der Gattung Asimina. Sie ist diploid mit 2n = 2x = 18 Chromosomen. Triploide Hybriden werden in der Literatur ebenfalls erwähnt.
Der wissenschaftliche Name der Dreilappigen Papau wurde wiederholt geändert. Linnaeus klassifizierte die Pflanze 1753 erstmals als Annona triloba. 1763 nannte Michel Adanson, ein französischer Naturforscher, die Gattung Asimina, was sich vom einheimischen algonquischen Wort assimin/rassimin/racemin ableitete. 1803 reklassifizierte Michaux die Dreilappige Pappau in Orchidocarpum arietinum. 1807 wurde sie zur Porcelia triloba. 1817 benannte Dunal die Art in Asimina triloba um. Torrey und Gray verlegten die Art später in die Gattung Uvaria, aber schließlich wurde sie 1886 von Gray in Asimina zurückverlegt. Die derzeit akzeptierte Nomenklatur ist Asimina triloba (L.) Dunal.
Das Epitheton „triloba“ bezieht sich auf den dreiteiligen Kelch sowie die doppelt dreilappige Krone. Die Pflanze wurde 1736 in Europa eingeführt.

## Verbreitung

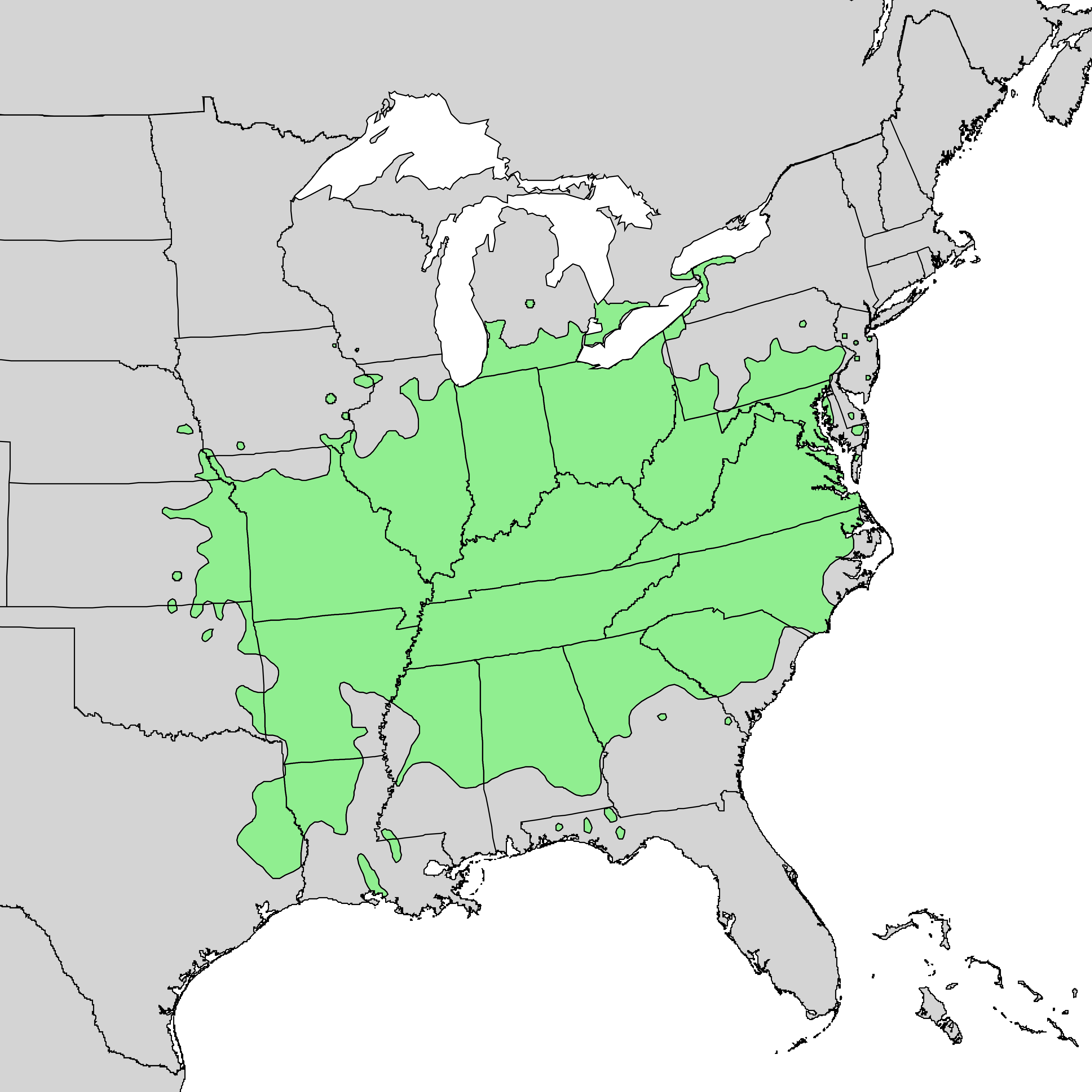
Verbreitungsgebiet in Nordamerika

Beheimatet ist die Dreilappige Papau in Nordamerika, wo sie die nördlichste aller Arten des Genus Asimina ist und zugleich auch die am weitesten verbreitete. Ihr Gebiet erstreckt sich vom Norden Floridas bis in den Süden Ontarios (in Kanada) und soweit westlich wie Nebraska. Sie kommt in den US-Bundesstaaten Indiana, Michigan, New Jersey, New York, Ohio, Pennsylvania, West Virginia, Illinois, Iowa, Kansas, Missouri, Nebraska, Oklahoma, Alabama, Arkansas, Delaware, Florida, Georgia, Kentucky, Louisiana, Maryland, Mississippi, North Carolina, South Carolina, Tennessee, Virginia und Texas vor.

## Beschreibung

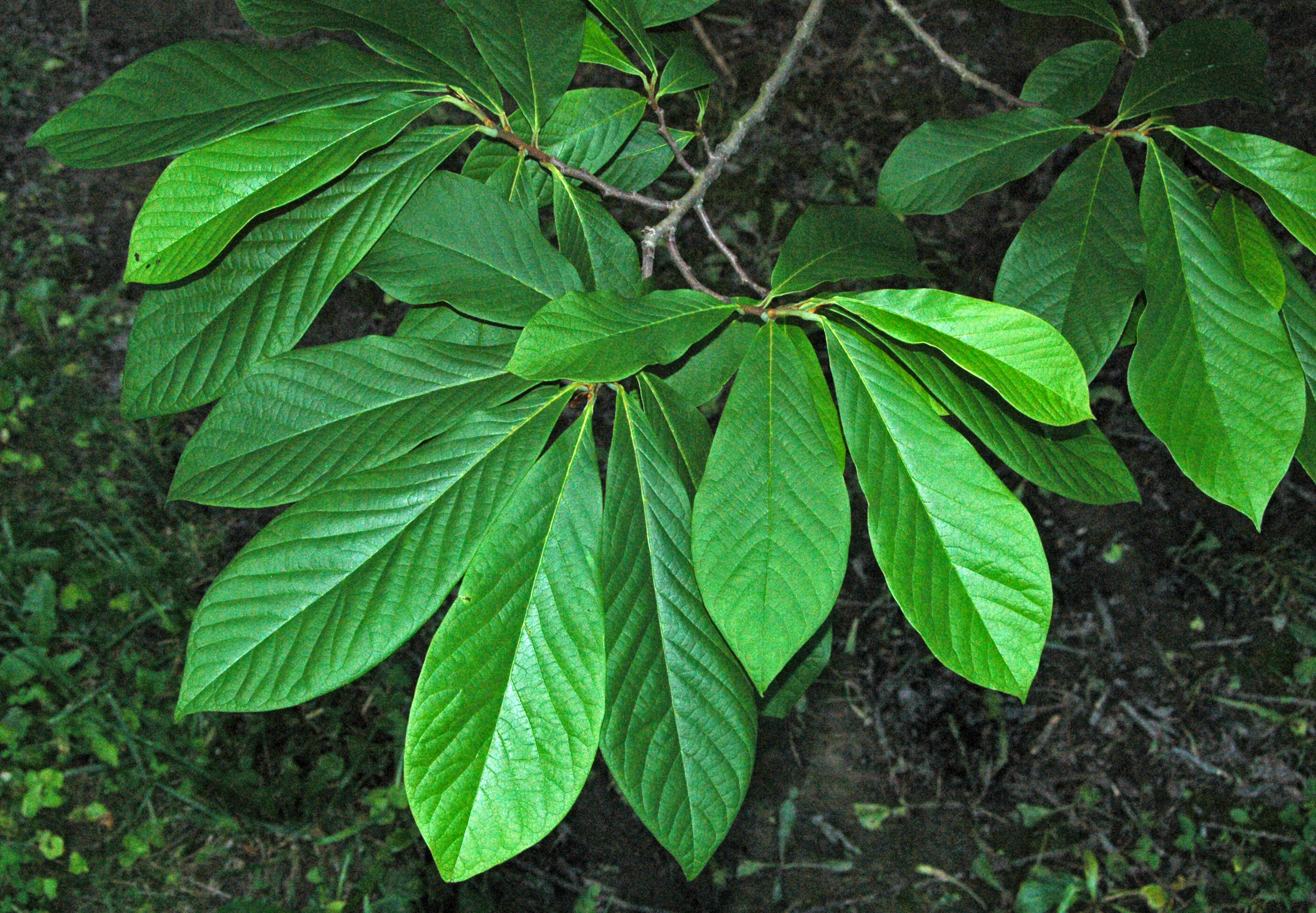
Blätter

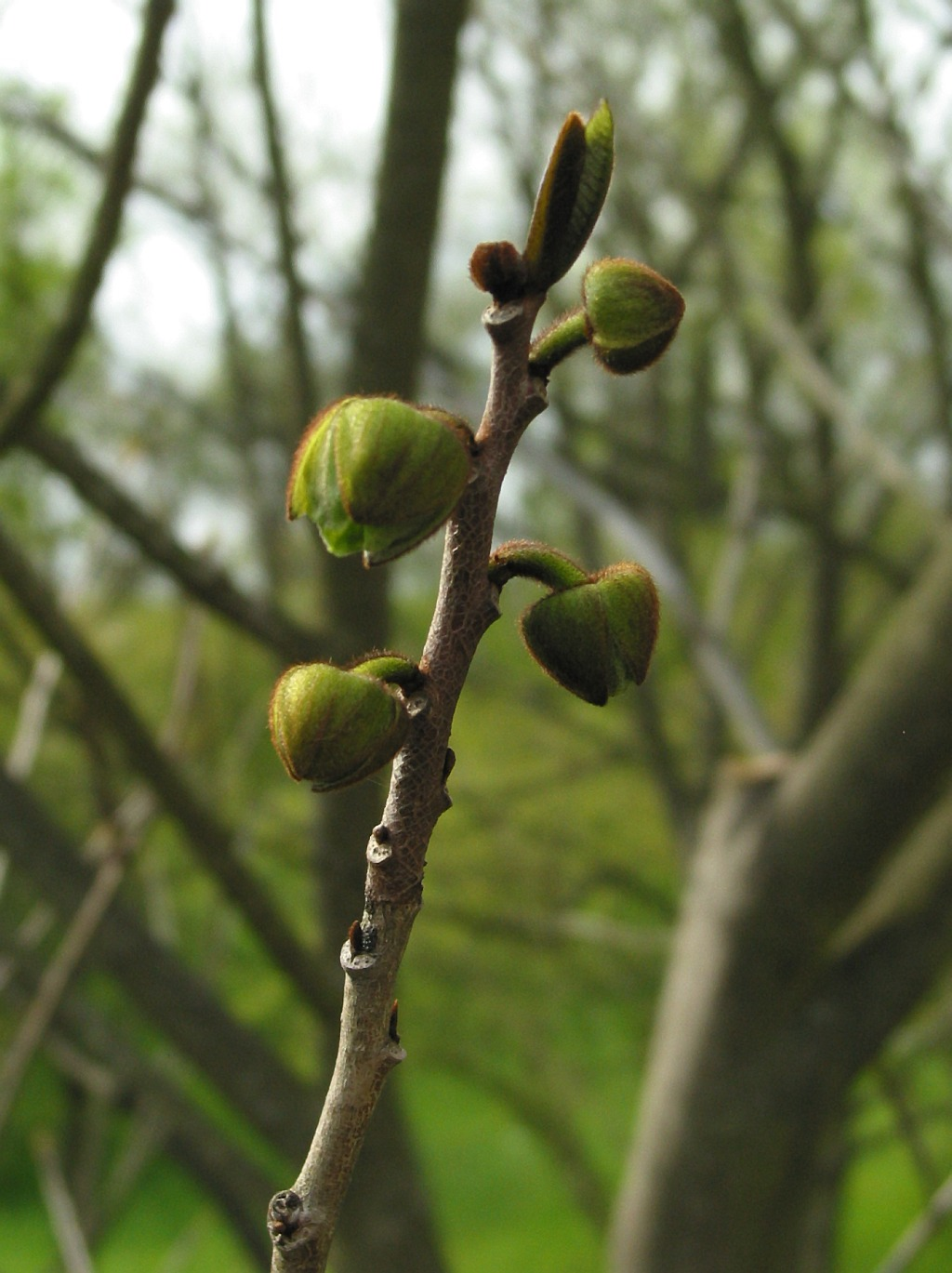
Knospen

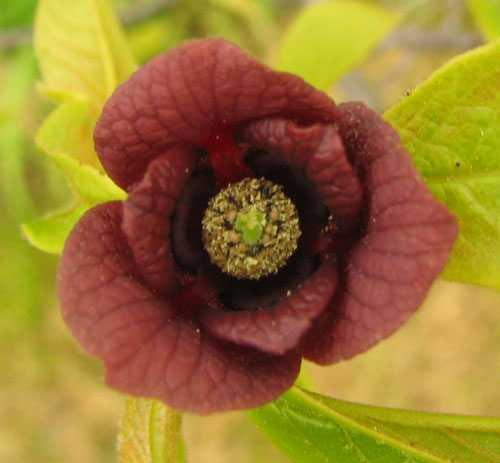
Blüte

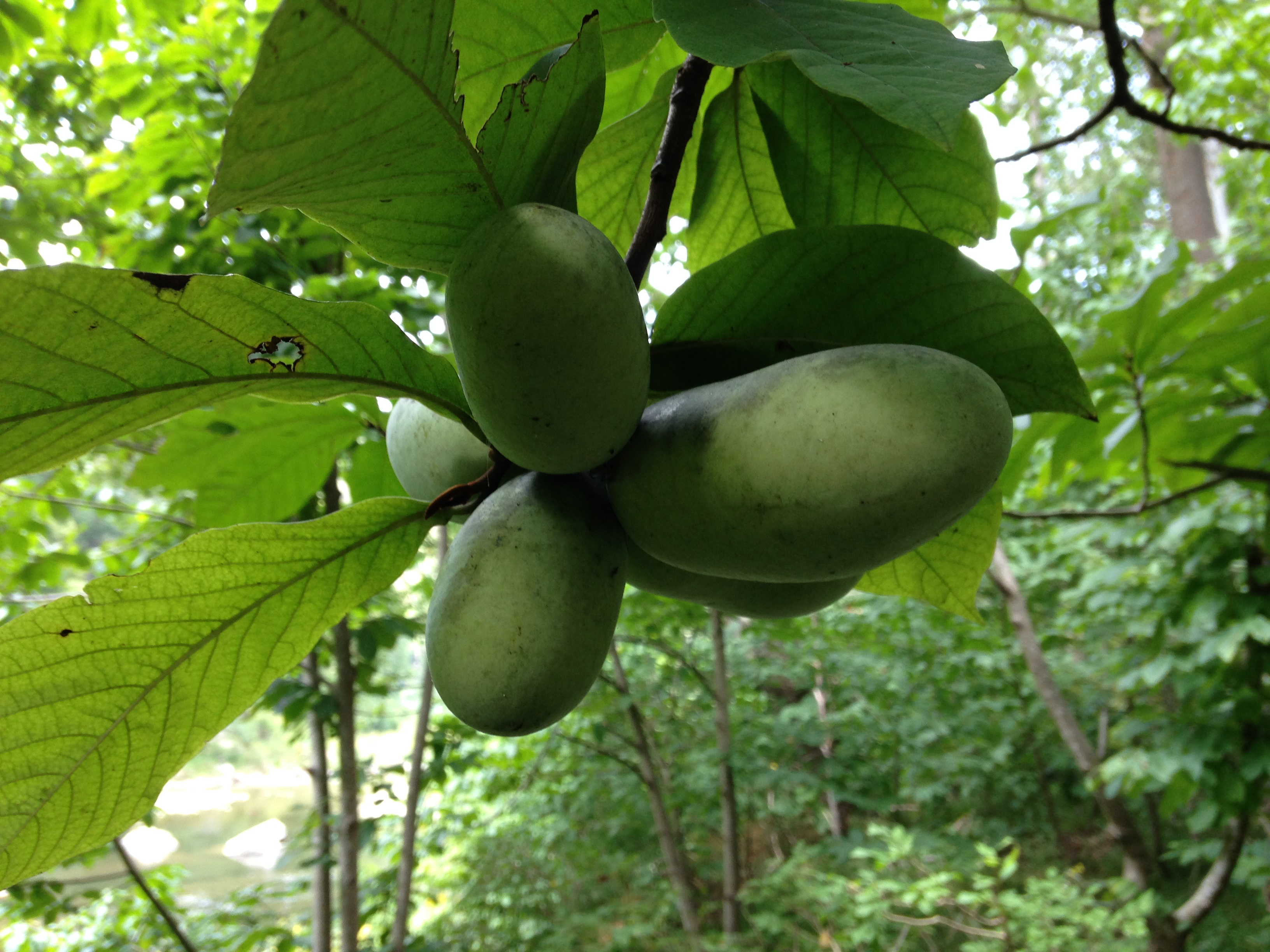
Früchte

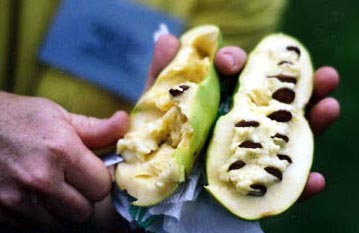
Aufgeschnittene Frucht

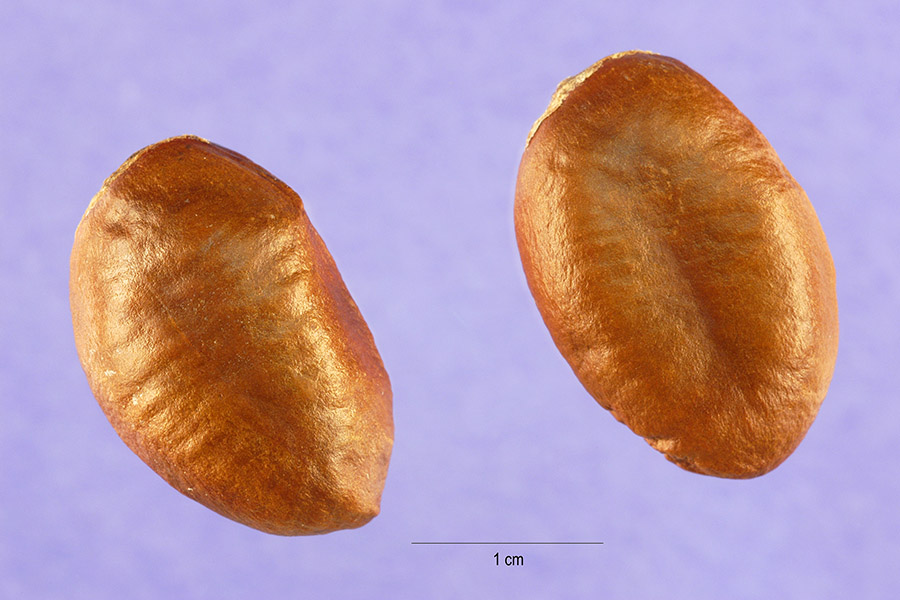
Samen

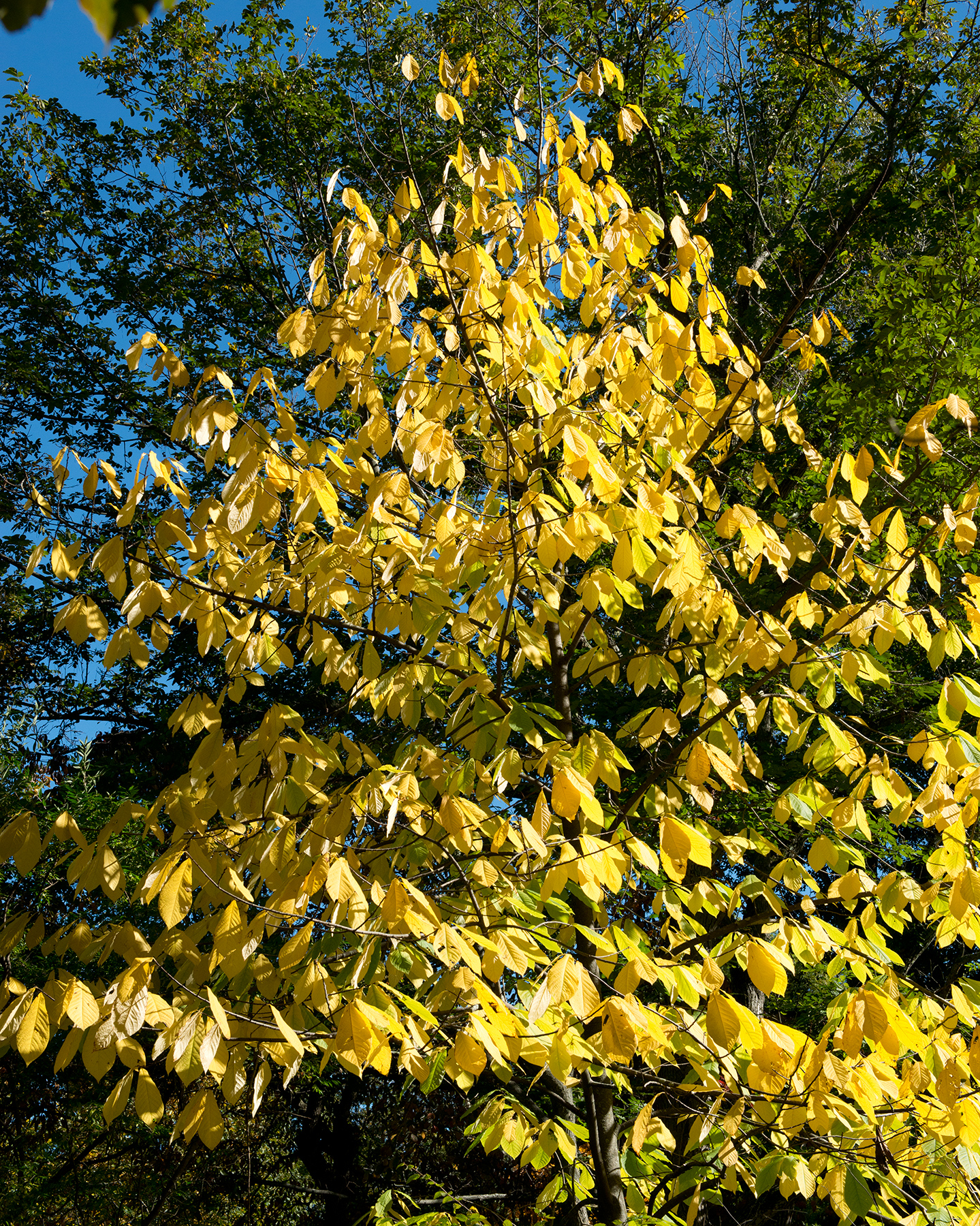
Habitus im Herbst

### Vegetative Merkmale
Die Dreilappige Papau ist ein etwa 4–13 Meter hoher, sommergrüner Baum oder Strauch. Er wächst in tiefgründigem, fruchtbarem Boden in Flussbettgebieten, mag aber keine Staunässe. Am natürlichen Standort oder verwildert bilden sie meist mehrstämmige Büsche, durch Wurzelausschläge kann ein regelrechtes Dickicht entstehen. An sonnigen Orten wächst er mit pyramidaler Krone und geradem Stamm mit glatter bis leicht furchiger, bräunlicher bis gräulicher Borke.
Die kurz gestielten und wechselständigen, papierigen Laubblätter sind verkehrt-eiförmig bis -eilanzettlich, fast kahl und etwa zwischen 15–30 cm lang und 10–15 cm breit. Der kurze Blattstiel ist bis etwa 1 cm lang. Sie sind ganzrandig und rundspitzig bis spitz oder bespitzt bis zugespitzt. Der Blattrand ist manchmal leicht umgebogen. Junge Blätter sind unterseits haarig und oberseits sind die Blätter spärlich auf den Adern behaart, sie verkahlen dann fast ganz. Die Herbstfärbung ist gelb.
Die Blätter verströmen nach dem Zerreiben einen unangenehmen Duft.

### Generative Merkmale
Die Blüten werden vor oder während des Blattaufkommens an den Enden der Zweige, den vorjährigen Trieben gebildet. Die eiförmigen, behaarten Knospen entwickeln sich achselständig auf dem neuen Spross einer Saison und blühen im folgenden Frühjahr nach der Überwinterung. Die Dreilappige Pappau ist bis zu etwa −25 °C winterhart.
Die gestielten und zwittrigen Blüten sind protogyn, also vorweiblich, und erscheinen einzeln und achselständig vor den Blättern (hysteranthisch), sie sind grünlich bis braunrot und verbreiten einen unangenehmen Geruch, der Fliegen und andere aasfressende Insekten anziehen soll. Der 2–2,5 Zentimeter lange, oft abgeknickte und dickliche Blütenstiel ist kurz rothaarig. An Blütenhüllblättern gibt es drei bis vier Kelchblätter und zwei Kreise mit je drei bis vier Kronblättern. Die grün-rötlichen Kelchblätter sind früh abfallend und eiförmig sowie außen kurz rothaarig. Die braun-rötlichen, etwas steifen, außen etwas haarigen Kronblätter, mit oberseits eingeprägter Nervatur, haben ausgebogene Zipfel und die im äußeren Kreis sind bis etwa doppelt so groß wie die im inneren Kreis. Die Kronblätter im inneren Kreis haben basale Nektarzonen. Staubblätter sind sehr viele vorhanden, sie sind kurz, dichtstehend und sitzen auf einem halbkugeligen Blütenboden. Jede Blüte enthält mehrere (bis 10) längliche, angenäherte aber freie, oberständige, grüne und feinhaarige, einkammerige Fruchtknoten mit einem sehr kurzen, leicht ausgebogenen Griffel mit kopfiger Narbe. Die Narbe ist im anfänglichen, weiblichen Stadium grünlich, wird dann gelb und dann im männlichen Stadium dunkelviolett.
Die Blüten beginnen ab Mai zu blühen. Die Früchte sind je nach Sorte ab September erntereif, was sich durch dunkle Flecken auf der Haut der Frucht bemerkbar macht oder durch das Nachgeben der Haut unter leichtem Daumendruck. Wird sie früher geerntet, kann sie zusammen mit Äpfeln nachgereift werden.
Die dünnschaligen, glatten und vielsamigen Früchte, Beeren sind meist eiförmig bis länglich, ellipsoid, seltener flaschenförmig, und zur Reife grünlich bis gelblich und mehr oder weniger bräunlich bis dunkel gesprenkelt, -fleckt. Sie erscheinen einzeln oder zu mehreren (bis 9) in einer Sammelbeere (Clusters). Die Früchte fallen oft noch nicht ganz reif vom Baum und reifen dann nach. Die Fruchtgröße variiert stark mit der Sorte, mit einer Länge zwischen 5 und 15 Zentimeter und einem Gewicht zwischen 50 und (in Ausnahmefällen) bis gegen 500 Gramm. Das breiige, süße Fruchtfleisch ist weißlich bis gelb. Die bis etwa 10–20 flachen, glatten und glänzenden Samen sind eiförmig bis elliptisch, orange-braun und etwa 1,3–3 cm lang. Die Samen sind giftig.

## Selbstkompatibilität
Die meisten Sorten der Indianerbananen sind Fremdbestäuber und dementsprechend selbstinkompatibel. Die Sorten 'Sunflower' und 'Prima' sind selbstfruchtbar und tragen auch ohne Befruchter Früchte. Es hat sich gezeigt, dass die für die Bestäubung der Pawpaw benötigten Insekten in Europa fehlen. Die Blüten sehen zwar sehr niedlich und hübsch aus, riechen aber nach Aas. Bienen oder andere bekannte Blütenbestäuber vermeiden die Blüten der Indianerbanane gänzlich. Höchstens ein paar Käfer oder Fliegen verirren sich, durch den Geruch angezogen, in die Blüten. Diese bestäuben aber die Blüten meistens gar nicht. Mit künstlicher Bestäubung kann dieses Problem behoben werden, so dass trotzdem gute Erträge erzielt werden. Die ersten Früchte können ab dem dritten oder vierten Jahr erwartet werden. Ab dem 10. Jahr sind Erträge von über 15 kg pro Strauch möglich.

## Standortansprüche
Die Papau bevorzugt mäßig feuchte, durchlässige sowie nährstoffreiche, humose und leicht saure Böden. Der Standort sollte sonnig, aber trotzdem nicht zu heiß sein. Spezielle Bodenansprüche hat die Papau keine, einzig Staunässe erträgt die Pflanze nicht. Der Boden sollte nicht zu stark austrocknen, da sonst die Früchte frühzeitig abfallen. Die geeignetsten Gebiete sind begünstigte Klimate (Weinbauklima). Außerdem sollte sie rechtzeitig vor dem ersten Frost ausreifen. Papaus benötigen mindestens 16–20 Tage Winterkälte und 160 frostfreie Tage. Die Pflanze hält eine Temperatur von −25 °C bis +35 °C aus.

## Gebrauch
Hauptsächlich wird die Frucht konsumiert oder weiterverarbeitet. Sie schmeckt nach einer Mischung aus Banane, Mango, Ananas und Vanille. Die Frucht ist schlecht lagerfähig, kann aber gut zu Konfitüren, Gelees oder Eiscreme verarbeitet werden. Sie ist Zutat in einem Bier nach belgischem Vorbild und wird in der Brauerei saisonal verwendet. Auch die Fasern des Baumes wurden früher genutzt.

## Kultur
Die Kultur erfolgt in nährstoffreichem, feuchtem, aber wasserdurchlässigem Boden in voller Sonne oder halbschattiger Lage. Die Pflanze ist voll frosthart. In der Literatur wird darauf hingewiesen, dass junge Papaupflanzen Beschattung benötigen, ältere Pflanzen am besten vollsonnig gedeihen (beziehungsweise fruchten). Allerdings stammen diese Erfahrungen vor allem aus den USA und aus Italien, wo die Strahlungsintensität aufgrund der niedrigeren geographischen Breite höher liegt als in Deutschland.
Zur Vermehrung sollten die Samen etwa 100 Tage kalt stratifiziert und dann bei über 20 Grad Celsius in Anzuchtsubstrat gehalten werden. Die Keimung dauert lang (ca. 60 Tage), und nachdem die Pfahlwurzel erschienen ist, kann es weitere Wochen dauern, bis die Pflanze auch oberirdisch sichtbar wird.
Papau-Sorten können bisher nur durch Veredelung und durch Wurzelschnittlinge vermehrt werden, Stecklinge sind nicht möglich. Unterlagensorten existieren bisher nicht, die verwendeten Sämlinge unterscheiden sich zum Teil stark in ihren Eigenschaften, zum Beispiel bezüglich der Neigung zu Wurzelschossern.
Allgemein gilt Papau als sehr widerstandsfähig gegenüber Schädlingen und Krankheiten. In den USA werden die schlimmsten Schäden durch eine kleine, zirka fünf Millimeter große Motte Talponia plummeriana hervorgerufen, deren Larven sich in den Blüten entwickeln und diese zum Absterben bringen. Ansteckungen mit dem Japankäfer (Popillia japonica) können möglicherweise auf dem Feld auftreten. Die adulten Käfer ernähren sich von den Pflanzenstoffen, die zwischen den Blattnerven verfügbar sind. Der Einsatz von 1-Naphthalenyl-methylcarbamat kann wirksam gegen den Japankäfer werden. Andere Pflanzenschädlinge wie Blattläuse und Fransenflügler (Thysanoptera) können im Gewächshaus gefährlich werden. Die Insekten Eurytides marcellus und Omphalocera munroei können schweren Schaden auf den Blättern der Papau verursachen. Das Insekt Talponia plummeriana verursacht Blütenverlust. Dazu können einige Wirbeltiere wie beispielsweise Eichhörnchen die Früchte fressen.
Blattflecke können auch beobachtet werden. Diese sind aber im Regelfall nicht schädlich.
Papaublätter enthalten giftige Stoffe zur Abwehr von Insekten und Vögeln. Diese Substanzen werden von Protographium marcellus, einem Schmetterling, aufgenommen, der damit wiederum für seine Fressfeinde giftig wird.

## Sorten
Papau wird seit Anfang des 20. Jahrhunderts in den USA gezüchtet. Bei den meisten heute erhältlichen Sorten handelt es sich allerdings um ursprünglich wilde Exemplare, die aufgrund ihrer besonderen Fruchtqualitäten aufgefallen sind und vermehrt wurden. Es existieren etwa 70 Sorten, von denen nur etwa 20 eine überregionale Bedeutung erlangt haben.
Papausorten mit großen Früchten und hoher Produktivität wurden seit 1950 von der Kentucky State University gezüchtet.
Eine Studie hat gezeigt, dass die Erträge von Papau zwischen 2013 und 2015 allgemein gestiegen sind. Dies wurde durch Züchtung erreicht.

## Kommerzieller Anbau
Die früheste urkundliche Erwähnung von Papau ist der Bericht der spanischen de-Soto-Expedition aus dem Jahr 1541, in dem Indianer beschrieben wurden, die sie östlich des Mississippi kultivierten. Die Lewis-und-Clark-Expedition konsumierte auf ihren Reisen Papau. Gekühlte Papaufrüchte waren ein Lieblingsdessert von George Washington und Thomas Jefferson pflanzte sie in seinem Haus in Virginia.
Zu Beginn des 20. Jahrhunderts war das Interesse am Anbau von Papau groß. Beispielsweise bot die American Genetic Association im Jahr 1916 einen Preis in Höhe von 100 US-Dollar an (50 US-Dollar für den größten einzelnen Papau-Baum und 50 US-Dollar für den Baum – unabhängig von seiner Größe – mit der besten Frucht). Trotz des Interesses an der Papau-Zucht, das durch diesen Wettbewerb bei Hobby- und professionellen Gärtnern angeregt wurde, blieben nur wenige Züchter bei der Selektion von Papau aus wilden Pflanzen aktiv.
Von 1900 bis 1950 wurden nur wenige Sorten beschrieben und erfasst. Da zu diesem Zeitpunkt die Erhaltung des Keimplasmas bei den Züchtern keine Priorität hatte, gingen die meisten Sorten aus dieser Zeit verloren.
In den Jahren zwischen 1950 und 1985 kehrte das Interesse zurück, was durch die Begeisterung einiger Schlüsselpersonen der Northern Nut Growers Association gefördert wurde. In dieser Zeit wurden viele neue Sorten sowohl aus wilden als auch aus kultivierten Quellen ausgewählt. Diesmal wurde die Erhaltung des Keimplasmas aufgrund der größeren Verbreitung der in dieser Zeit ausgewählten Sorten ermöglicht.
Im Jahr 1990 fanden zwei neue Wettbewerbe zur Auswahl der besten Pawpaw statt. Einer dieser Wettbewerbe wurde vom Gärtner Brett Callaway an der Kentucky State University (KSU) durchgeführt.
Diese Veranstaltung markierte den Beginn eines Forschungsprogramms zur Papau an der KSU, eine Keimplasmasammlung wurde gestartet und viele Studien zu Papaumerkmalen wurden durchgeführt.
Die heutige Pawpawindustrie ist, mit Ausnahme der KSU, zu klein, um groß angelegte Zuchtprogramme zu gründen. So liegen die Züchtung und Auswahl neuer Sorten in der Gegenwart in den Händen von Amateuren.
In den letzten Jahren hat der Anbau von Pawpaw vor allem bei Biobauern das Interesse geweckt, da es sich um eine Nutzpflanze mit wenigen bis keinen Schädlingen handelt, die in ihrer heimischen Umgebung ohne Pestizide erfolgreich angebaut werden kann.

### Saat
Samen werden am besten gepflanzt, sobald die Früchte reif sind. Die Samen keimen normalerweise in 1 bis 3 Monaten bei 15 °C. Die Samen können eine Embryoruhe haben. Mit der schwer durchdringlichen Samenschale kann es bis zu 18 Monate dauern, bis die Samen keimen. Sobald die Setzlinge groß genug sind, muss man sie aus der Aufzucht herausnehmen und in einzelne Töpfe setzten. Den ersten Winter über sollten sie im Gewächshaus sein. Sie sollten im Frühsommer gepflanzt werden, wenn sie mindestens 15 cm groß sind. Schutz gegen Kälte sollte im ersten Winter draußen in Erwägung gezogen werden.

### Pflege
Der Schnitt der Pawpaw beschränkt sich auf das Entfernen von totem Holz oder abgebrochenen Zweigen. Bei älteren Sträuchern kann hin und wieder mal ein größerer Ast aus dem Inneren des Busches entfernt werden.

### Wirtschaftlich bedeutende Sorten
Eines der Hindernisse für den kommerziellen Anbau besteht in der fehlenden Selbstfertilität von Asimina triloba. Daher ist ein wichtiges Unterscheidungsmerkmal die Selbstfruchtbarkeit; hier einige Sorten:
- Autofertil:
  - 'Prima 1216'
  - 'Sunflower'
- Nicht autofertil:
  - 'Davis'
  - 'NC-1'
  - 'Overleese' oder 'Overlease'
  - 'Prolific'
  - 'Taytoo' oder 'Taytwo'

### Anbaugebiete
Papau wurde nie in großem Maßstab wie Äpfel oder Pfirsiche angebaut. Dies könnte an der relativ kurzen Haltbarkeit der Früchte liegen (3–5 Tage bei Raumtemperatur, aber bis zu 1 Monat gekühlt), was die Möglichkeit der Lagerung und des Versandes einschränkt. Eine weitere Einschränkung ist die ungleiche Reifung der Früchte an der Pflanze. Die Früchte reifen über einen Zeitraum von mehreren Wochen, was die Notwendigkeit einer arbeitsintensiven Handernte in diesem Zeitraum impliziert. Bis zum heutigen Tag wird Papau hauptsächlich in kleinem Maßstab angebaut, um hauptsächlich auf Bauernmärkten oder als Nischenprodukt mit hohem Wert verkauft zu werden.
Der kommerzielle Anbau und die Ernte von Pawpaw sind im Südosten von Ohio verbreitet. Die Pflanze wird auch in Kentucky und Maryland sowie in verschiedenen Gebieten wie zum Beispiel Kalifornien, dem Pazifischer Nordwesten und Massachusetts angebaut.
Pioniere bei der Einführung der Papau nach Europa finden sich in Italien (Bellini, Montanari, 1992) und in den Niederlanden. Die Pflanzung von Enrico Montanari bei Faenza in der Gegend von Ravenna dürfte eine der ältesten und größten auf dem europäischen Kontinent darstellen.
Aufgrund der hohen Variabilität der Fruchtgröße variieren die Erträge zwischen den Sorten und der Anbaumethode erheblich. Es wurde berichtet, dass handelsübliche, gepfropfte Bäume durchschnittlich zwischen 7,9 und 13,3 kg Obst pro Pflanze produzieren können. Nicht gepfropfte Bäume haben gewöhnlich geringere Erträge und die Fruchtqualität kann niedrig sein (z. B. kleine Früchte, bitterer Nachgeschmack).

## Nutzung
Die Frucht der Dreilappigen Papau stellt, neben den Früchten des Milchorangenbaums, eine der größten einheimischen Früchte auf dem nordamerikanischen Kontinent dar. Daneben interessiert man sich aber auch für einige Substanzen in den Zweigen und Blättern.

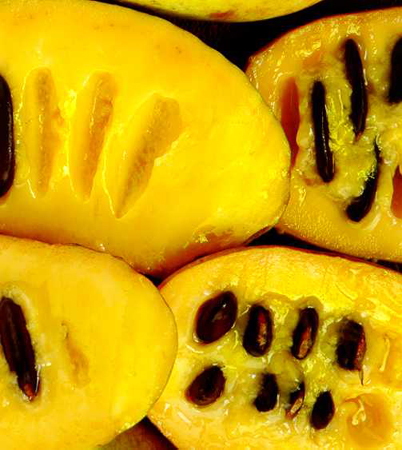
Papaufrucht

### Frucht
Das Fruchtgewicht der Indianerbanane liegt meist zwischen 60 und 240 Gramm, das Höchstgewicht ist bis über 470 Gramm. Wenn die Papau reif ist, ist das Fruchtfleisch weich und zart, es wird von einer dünnen Fruchtschale umgeben, die druckempfindlich ist und sich leicht braun färbt. Die Früchte reifen im Zeitraum von etwa vier Wochen, von Mitte September bis Mitte Oktober. Reife Früchte kann man bis zu drei Tage lagern. Wegen der langen Reifezeit der Früchte sind drei bis vier Pflückdurchgänge durchzuführen.

### Chemische Zusammensetzung
Die chemische Zusammensetzung von Papau im Vergleich mit Banane, Apfel und Orange.
| Frucht:                     | Pawpaw | Banane | Apfel | Orange |
| Nährwert in g/100 g Frucht  |        |        |       |        |
| --------------------------- | ------ | ------ | ----- | ------ |
| Protein                     | 1,2    | 1,0    | 0,2   | 0,9    |
| Gesamtfett                  | 1,2    | 0,5    | 0,4   | 0,1    |
| Kohlenhydrate               | 18,8   | 23,4   | 15,3  | 11,8   |
| Ballaststoffe               | 2,6    | 2,4    | 2,7   | 2,4    |
| Vitamine in mg/100 g Frucht |        |        |       |        |
| Vitamin A                   | 1      | 0,9    | 0,6   | 2,3    |
| Vitamin C                   | 30,5   | 15,2   | 9,5   | 88,7   |
| Thiamin                     | 0,8    | 3,5    | 1,3   | 6,7    |
| Riboflavin                  | 6      | 6,7    | 0,9   | 2,7    |
| Niacin                      | 6,5    | 3,2    | 0,5   | 1,7    |
| Minerale in mg/100 g Frucht |        |        |       |        |
| Kalium                      | 9,9    | 11,3   | 3,3   | 5,2    |
| Kalzium                     | 7,9    | 0,8    | 0,9   | 5      |
| Phosphor                    | 5,9    | 2,5    | 0,9   | 1,8    |
| Magnesium                   | 35,9   | 9,2    | 1,6   | 3,2    |
| Eisen                       | 56     | 2,5    | 1,4   | 0,8    |
| Zink                        | 6,7    | 1,2    | 0,3   | 0,5    |
| Kupfer                      | 22,2   | 4,6    | 1,8   | 2      |
| Mangan                      | 74,3   | 4,3    | 1,3   | 0,7    |

### Nahrungsmittel
Reife Papau-Früchte enthalten ein weiches, cremiges Fruchtfleisch. Die Färbung kann zwischen weißlich und orange variieren. Geschmack und Textur erinnern entfernt an Bananen. Die Früchte werden entweder direkt ausgelöffelt und verzehrt oder häufig bei gebackenen Desserts verwendet, wobei Papau in vielen Rezepten auf Bananenbasis häufig durch volumetrische Äquivalenz ersetzt wird. Papau können auch in Eis oder in Pancakes verarbeitet werden.

### Heilpflanze
Die Früchte sind reich an Aminosäuren sowie Vitamin A und C. Blätter und Zweige enthalten insektizid wirkende Substanzen, die Acetogenine, mit der höchsten Konzentration in jungen, dünnen Zweigen. Auf dieser Basis wurden zum Beispiel Shampoos gegen Kopfläuse hergestellt. Auf demselben Prinzip basiert die Nutzung als natürliches Insektizid, etwa gegen Schadinsekten.
Auch eine Anwendung in der Krebsbekämpfung wurde untersucht, dabei sollen die Wirkstoffe in den Energiestoffwechsel der Zellen eingreifen und die Entgiftungsmechanismen von Chemotherapie-resistenten Krebszellen behindern.

## Trivia
Die Indianerbanane ist in dem amerikanischen Volkslied Way Down Yonder in the Paw Paw Patch verewigt sowie in der englischsprachigen Originalversion des Lieds Probier’s mal mit Gemütlichkeit aus dem Disney-Film Das Dschungelbuch, also im englischsprachigen Song The Bare Necessities mit der Textzeile „Now when you pick a pawpaw or a prickly pear“.